# 16207 Montgomery
16207 Montgomery è un asteroide della fascia principale. Scoperto nel 2000, presenta un'orbita caratterizzata da un semiasse maggiore pari a 2,9865618 UA e da un'eccentricità di 0,0896555, inclinata di 9,58953° rispetto all'eclittica.